# Михалёво (Можайский район)
Михалёво — деревня в Можайском районе Московской области в составе сельского поселения Дровнинское. Численность постоянного населения по Всероссийской переписи 2010 года — 52 человека, в деревне числится 1 садовое товарищество. До 2006 года Михалёво входило в состав Дровнинского сельского округа.
Деревня расположена на западе района, примерно в 15 км к западу от Уваровки, по левому берегу Москва-реки, высота центра над уровнем моря 234 м. Ближайшие населённые пункты — Дурыкино на северо-западе, Бутырки на севере и Дровнино на юго-востоке.